# Hemisaga elongata
Hemisaga elongata es una especie de insecto ortóptero de la familia Tettigoniidae endémica de Australia. 